# House of Cards - Gli intrighi del potere
House of Cards - Gli intrighi del potere (House of Cards) è una serie televisiva statunitense, concepita e prodotta da Beau Willimon. È un adattamento dell'omonima miniserie televisiva prodotta dalla BBC, a sua volta basata sull'omonimo romanzo di Michael Dobbs. Prodotta per sei stagioni, è stata pubblicata sulla piattaforma di streaming Netflix dal 1º febbraio 2013 al 2 novembre 2018.
La serie è ambientata nell'odierna Washington D.C. e segue le vicende di Frank Underwood (Kevin Spacey), un Democratico eletto nel Quinto distretto congressuale della Carolina del Sud e capogruppo di maggioranza (Majority Whip) della Camera dei rappresentanti. Dopo essersi visto sottratto il posto di segretario di Stato che il neopresidente gli aveva promesso, Frank dà inizio ad un giro di intrighi per giungere ai vertici del potere americano, aiutato da sua moglie Claire (Robin Wright) e dal fidato Doug Stamper (Michael Kelly). La serie tratta di temi quali lo spietato pragmatismo, la manipolazione, il tradimento e il potere.
La serie ha riscosso fin da subito un successo sia presso la critica che il pubblico. Per la sua prima stagione ha ricevuto 9 nomination ai Primetime Emmy Award, diventando la prima serie TV distribuita online a ricevere tante nomination. In totale, la serie ha ricevuto 33 nomination tra cui quelle per "Migliore serie drammatica", "Migliore attore protagonista" per Kevin Spacey, "Miglior attrice protagonista" per Robin Wright e "Miglior regia in una serie drammatica" per David Fincher. Inoltre, la serie ha ricevuto 8 nomination ai Golden Globe, tra cui uno vinto nel 2014 da Robin Wright come "Miglior attrice in una serie televisiva drammatica" e un altro vinto l'anno successivo da Kevin Spacey come "Miglior attore in una serie televisiva drammatica".
Il 30 ottobre 2017, a seguito della accuse di molestie mosse contro Kevin Spacey, Netflix ha annunciato che la sesta stagione sarebbe stata l'ultima della serie. Il 3 novembre Netflix rende noto il licenziamento dell'attore protagonista. Il 4 dicembre la casa di produzione annuncia che la realizzazione di una sesta e ultima stagione senza Spacey sarebbe cominciata agli inizi del 2018. L'ultima stagione viene infine resa disponibile sul servizio streaming il 2 novembre 2018.

## Trama
(Frank Underwood)

### Prima stagione
Frank Underwood è stato eletto per l'undicesima volta consecutiva deputato al Congresso nel V Distretto della Carolina del Sud, ma è stanco delle faccende parlamentari e vorrebbe fare il grande salto. L'occasione giusta gli si presenta quando Garrett Walker intende candidarsi alla presidenza degli Stati Uniti: Frank assume il controllo della sua campagna, ottenendo da Walker la promessa della nomina a segretario di Stato in caso di vittoria.
Walker viene eletto 45º presidente degli Stati Uniti, ma a sorpresa decide che il posto di segretario di Stato andrà a Michael Kern, perché ha ritenuto opportuno che Frank rimanesse al Congresso per assicurare l'approvazione delle leggi. Deluso dall'improvviso cambio di rotta e consapevole che è giunto il momento di ambire alle posizioni che contano, Frank decide di mettere in atto un piano per eliminare tutti coloro i quali gli hanno remato contro. A dargli man forte la moglie Claire, da sempre assetata del potere che un marito presidente potrebbe darle, e la giornalista Zoe Barnes, conosciuta per caso durante una prima a teatro. Sfruttando le ambizioni della giovane reporter, Frank comincia a farle avere esclusive top secret come la bozza della discussa riforma dell'istruzione. Per assicurarsi la fedeltà della ragazza, Frank diventa anche il suo amante e le fa credere di poterla soddisfare in tutto. Grazie alla scoperta del vecchio editoriale di un giornale del college, Frank riesce a ottenere le dimissioni di Kern da segretario di Stato e a far dirottare al suo posto Catherine Durant, una donna molto vicina a lui.
Successivamente Frank mette nel mirino il vicepresidente Jim Matthews, il quale per accettare l'incarico ha lasciato vacante il posto di governatore della Pennsylvania. Frank convince il giovane deputato Peter Russo a candidarsi come governatore e sovrintende personalmente la sua campagna elettorale. L'intenzione però è quella di sfruttare le debolezze caratteriali di Peter, falcidiato da problemi di alcol e droga, per farlo estromettere dalla campagna e costringere Matthews a lasciare la vicepresidenza per evitare una vittoria repubblicana. Di fronte alla tenacia di Peter, il quale non intende mollare una campagna elettorale ormai irrimediabilmente compromessa, Frank lo uccide avviandogli l'automobile chiusa in un garage con lui svenuto dentro, inscenando così un suicidio.
L'ultimo ostacolo che si para davanti a Frank sulla strada verso la vicepresidenza è Raymond Tusk, un imprenditore nel settore nucleare a cui il presidente Walker ha intenzione di affidare l'incarico. Frank viene mandato in avanscoperta e scopre che in realtà era tutto un trucco: il presidente voleva proprio Frank come vice, mentre Tusk era solo colui il quale doveva dare il proprio parere a Walker sull'idea. Frank si dimostra leale al presidente ed è per questo motivo che Walker lo nomina vicepresidente, con il benestare di Tusk. Nel finale di stagione, Underwood è nominato vicepresidente in sostituzione di Matthews.

### Seconda stagione
Underwood assume la posizione di vicepresidente degli Stati Uniti. Nel corso della stagione, affronta sfide con ambiziosi uomini d'affari, contro il governo cinese e il Congresso stesso, continuando a perseguire le sue aspirazioni politiche. La trama ruota intorno alle battaglie contro il miliardario Raymond Tusk (Gerald McRaney), che cerca di mantenere la sua posizione come braccio destro di Walker, e contro il suo ex direttore della comunicazione, Remy Danton (Mahershala Ali), che è ora un lobbista alle dipendenze di Tusk.
All'inizio della stagione, Underwood sta cercando di cancellare tutti i collegamenti con la morte di Russo gettando sotto a un treno Barnes, e facendo arrestare il suo collega e amante Lucas Goodwin (Sebastian Arcelus) per cyberterrorismo. Un altro compito iniziale di Underwood è provvedere alla propria sostituzione come Chief Whip sostenendo Jacqueline Sharp (Molly Parker).
Verso la fine della stagione, Underwood orchestra la caduta di Walker pur sostenendolo pubblicamente e nel finale, il presidente Walker si dimette permettendo a Frank di succedergli come presidente degli Stati Uniti.

### Terza stagione
La stagione incomincia con Underwood alla presidenza ma sei mesi dopo l'inizio del suo mandato, è impopolare tra i cittadini e il Congresso sta bloccando i suoi tentativi di far approvare proposte legislative. Underwood ha intenzione di lasciare come eredità un'importante riforma del lavoro chiamata America Works, ma la leadership democratica del Congresso si rifiuta di sostenerlo comunicandogli il mancato sostegno alle prossime elezioni. Frank nomina Claire ambasciatore degli Stati Uniti alle Nazioni Unite, ma la sua nomina viene revocata dopo che lei fa una gaffe durante un'udienza del Senato.
Underwood annuncia che non correrà per la rielezione, ma quando non riesce a ottenere l'approvazione di un disegno di legge al Congresso lo usa come motivo per rimangiarsi la promessa di non ricandidarsi nel 2016. Il procuratore generale Heather Dunbar (Elizabeth Marvel) annuncia che correrà per la nomina presidenziale dando battaglia a Underwood. Dopo un dibattito presidenziale, in cui Underwood umilia pubblicamente la Chief Whip Sharp, questa si vendica, sostenendo la campagna di Dunbar che tuttavia perderà le primarie contro Frank che diviene ufficialmente il candidato democratico alla corsa presidenziale del 2016.
Nel frattempo, il matrimonio degli Underwood sta vacillando. Claire comincia a mettere in discussione il suo amore verso il marito e il tutto sfocia in una drammatica lite nello Studio Ovale in cui il marito le dice che lei è niente senza di lui, portando Claire a lasciarlo. 

### Quarta stagione
Underwood si rende conto che ha bisogno di Claire per vincere e la convince a tornare con la promessa di sostenere la sua candidatura per un distretto congressuale in Texas. Tra i due coniugi incomincia una serie di ripicche e vendette fino a quando stipulano un accordo: Claire appoggerà la campagna di Frank ma solo alla condizione di correre con lui come vicepresidente, Frank respinge con rabbia l'idea.
Lucas Goodwin è uscito dal carcere ed è in cerca di vendetta per la morte di Barnes; durante un comizio pubblico spara a Underwood colpendolo al fegato e uccidendo l'agente dei servizi segreti Meechum, che tuttavia prima di soccombere alle sue ferite, riesce a ferirlo mortalmente. Underwood viene ricoverato in ospedale per un intervento chirurgico immediato e cade in coma, ma presto si scopre che ha bisogno di un trapianto di fegato. Stamper riesce a collocarlo in cima alla lista dei trapianti salvandogli la vita e, una volta ripresosi, Francis accetta di lasciare che Claire si candidi come suo vicepresidente.
Dunbar ha abbandonato la corsa a causa della pubblica scoperta di un incontro che lei aveva avuto con Goodwin pochi giorni prima dell'attentato alla vita di Underwood. Frank pianifica di utilizzare la NSA per ottenere illegalmente informazioni dagli elettori e per spiare il candidato repubblicano, Will Conway (Joel Kinnaman). Questo accade mentre Underwood e Claire battagliano per una legge controversa sul controllo delle armi, al solo scopo di creare un'atmosfera abbastanza divisiva.
Quando un gruppo di americani, estremisti fedeli al gruppo terrorista islamico Caliphate Organization (ICO) rapiscono una famiglia di periferia, Underwood permette a Conway di negoziare con loro, rendendo il suo avversario un eroe agli occhi dei cittadini. Poco dopo, tuttavia, Underwood viene colpito da due crisi contemporaneamente: il leader di ICO ordina ai suoi seguaci di uccidere uno degli ostaggi e il giornalista Tom Hammerschmidt (Boris McGiver) espone i crimini di Underwood nel quotidiano Washington Herald. Di fronte al disonore e a un possibile impeachment, Underwood decide di dichiarare guerra all'ICO e consentire al pubblico di vedere l'ostaggio morire al fine di distrarlo dallo scandalo, creando un'atmosfera di timore diffuso che lui e Claire possono sfruttare nelle settimane prima dell'elezione.

### Quinta stagione
Nei giorni antecedenti alle elezioni, Underwood spinge il Congresso a dichiarare formalmente guerra alla ICO e ordina di uccidere uno dei terroristi e far sembrare che fosse morto durante la cattura. Underwood è ancora in svantaggio nei sondaggi e la notte delle elezioni sembra perdere contro Conway, ma con l'aiuto di Stamper e della stratega della campagna LeAnn Harvey (Neve Campbell), Underwood ordina all'appaltatore NSA Aidan Macallan (Damian Young) di organizzare un attacco informatico in diversi seggi elettorali. Egli utilizza anche il timore di un possibile attacco terroristico per pressare i governatori del Tennessee e dell'Ohio per fermare la votazione. Il piano funziona e i due Stati si rifiutano di dichiarare un vincitore trascinando l'elezione irrisolta per diverse settimane.
La presidenza Underwood viene dichiarata terminata, ma poiché le elezioni sono state sospese e né Underwood, né Conway hanno ricevuto abbastanza voti, viene nominata presidente facente funzioni Claire. Underwood tenta di convincere il deputato dell'Arizona Alex Romero (James Martinez) a votare a suo favore, ma quando Underwood si rifiuta di aiutarlo, Romero forma un comitato per metterlo sotto accusa.
Gli Underwood ricattano, assieme al responsabile della campagna di Conway, Mark Usher (Campbell Scott), il candidato repubblicano, sulla base di registrazioni audio di Conway che inveisce verso un pilota e del suo candidato alla vice presidenza Ted Brockhart (Colm Feore) che aveva minacciato di uccidere Frank. Una volta che Usher comincia a lavorare per loro, vengono pubblicati i nastri che costano a Conway l'elezione. Underwood è ora presidente eletto, ma il suo passato ancora una volta torna a perseguitarlo quando Hammerschmidt scrive una storia che lo collega alla morte di Barnes.
Quando il comitato di Romero intensifica la sua indagine, Underwood tenta di deviare l'attenzione del pubblico sulle truppe inviate in Siria con il pretesto di prevenire un attacco terroristico. Ciò provoca la reazione del segretario di Stato Durant che decide di testimoniare contro di lui; prima che lei possa farlo tuttavia, Underwood la spinge giù da una rampa di scale, mandandola in coma. Quando l'ex presidente Walker testimonia circa il ruolo di Underwood nel riciclaggio di soldi cinesi, Underwood sbalordisce il comitato dimettendosi dalla presidenza. Quando Claire gli chiede una spiegazione, Underwood rivela che la sua decisione è parte di un piano per garantire che essi possano controllare il paese negli anni a venire: Claire dalla Casa Bianca e lui dal settore privato. Stamper inoltre viene convinto da Claire a confessare di aver ucciso Barnes.
Per il piano di Underwood è tuttavia necessario che Claire dia la grazia presidenziale a lui e a Stamper ricevendo la promessa da quest'ultima, ma tuttavia non facendo alcuna menzione di loro durante il suo primo discorso alla nazione come presidente. Infuriato, Underwood, trasferitosi in albergo, la chiama diverse volte, ma ogni volta lei lo rifiuta facendogli pensare di essere stato abbandonato. Frank rompe la quarta parete e dice: "Se non mi perdona, Ia uccido". In quei momenti, Claire si appropria dello Studio Ovale e, rivolgendosi allo spettatore, dice che ora è arrivato il suo turno.

### Sesta stagione
Con l'apertura della sesta stagione si scoprono molte cose: sono passati 100 giorni da quando Claire ha assunto la presidenza e Frank è morto in circostanze non del tutto chiarite, dopo che una notte si è presentato furioso alla Casa Bianca urlando a Claire di rispettare il piano. Nel corso della stagione si scopre che Underwood era in affari con Bill e Annette Shepherd, due ereditieri miliardari ai quali aveva promesso una legge sul petrolio con la quale Frank e Claire avrebbero assunto il controllo sia della Casa Bianca sia del settore privato. Nel corso della stagione, Claire si afferma come prima donna presidente della storia americana, molto spesso con metodi non diversi da quelli usati dal marito defunto: è proprio lei infatti a ordinare l'omicidio del Segretario di Stato Catherine Durant, della sua consigliera personale Jane Davis e del giornalista Tom Hammerschmidt, rei di essere a conoscenza delle malefatte da lei compiute assieme all'ex presidente. 
Dopo la dipartita di Frank, la responsabilità della memoria dell'ex presidente passa a Claire, la cui posizione è di condanna e distaccamento, tanto da rinunciare al cognome Underwood e presentarsi agli occhi del mondo come presidente Hale.
Durante la stagione, Claire svela d'essere incinta della figlia di Frank (concepita col suo sperma congelato dopo la sua morte) e alla fine scopre che è stato il suo fedele braccio destro Doug Stamper che ha preso la decisione di assassinare Underwood una notte in cui l'ex presidente ha mostrato l'intenzione di uccidere la moglie. Doug non poteva permettere che colui al quale aveva dato tutto diventasse l'assassino più famoso d'America e del mondo e ha deciso di ucciderlo per proteggere il nome e l'eredità di Frank Underwood. Schiacciato dal peso di quello che ha fatto, l'uomo minaccia Claire con un tagliacarte salvo pentirsene subito e scusarsi, ma la donna glielo strappa dalle mani e lo pugnala uccidendolo, dispiaciuta di essere obbligata a eliminare l'uomo che, come lei, per decenni è stato vittima della malvagità di Frank Underwood.

## Episodi
| Stagione         | Episodi | Pubblicazione USA | Prima TV Italia |
| ---------------- | ------- | ----------------- | --------------- |
| Prima stagione   | 13      | 2013              | 2014            |
| Seconda stagione | 13      | 2014              | 2014            |
| Terza stagione   | 13      | 2015              | 2015            |
| Quarta stagione  | 13      | 2016              | 2016            |
| Quinta stagione  | 13      | 2017              | 2017            |
| Sesta stagione   | 8       | 2018              | 2018            |

## Personaggi e interpreti

### Personaggi principali
- Francis "Frank" J. Underwood (stagioni 1-5), interpretato da Kevin Spacey. Deputato del 5º distretto congressuale della Carolina del Sud presso la Camera dei Rappresentanti. È il capogruppo di maggioranza (Majority Whip) nella prima stagione, vicepresidente degli Stati Uniti nella seconda e 46º presidente degli Stati Uniti dalla terza alla quinta stagione.
- Claire Underwood (stagioni 1-6), interpretata da Robin Wright. Moglie di Frank Underwood. Nella prima stagione dirige la Clean Water Initiative, un'organizzazione non-governativa, per poi assumere il ruolo di Second Lady (in qualità di moglie del vicepresidente) nella seconda stagione. Nella terza diviene Ambasciatrice presso le Nazioni Unite e First Lady, ruolo che conserva fino alla quinta stagione. Nella quinta diviene vicepresidente e, infine, nell'ultima stagione 47º presidente degli Stati Uniti.
- Douglas "Doug" Stamper (stagioni 1-6), interpretato da Michael Kelly. Irremovibile e fedele assistente, prima, e Capo di gabinetto, poi, del presidente Francis Underwood e suo confidente. Sostituito da Remy Danton nella terza stagione a causa del suo ferimento ritorna alla fine della stagione.
- Zoe Barnes (stagione 1, guest star nelle stagioni 2, 4), interpretata da Kate Mara. Giornalista e reporter del The Washington Herald e poi di Slugline. Stringe una relazione intima con Frank Underwood al fine di ottenere notizie. In cambio, lei fa trapelare notizie per conto di Underwood.
- Peter Russo (stagione 1, guest star stagione 4), interpretato da Corey Stoll. Deputato del Partito Democratico eletto nel 1º distretto congressuale della Pennsylvania e dipendente da droga e alcool.
- Remy Danton (stagioni 1-4), interpretato da Mahershala Ali. Avvocato della Glendon Hill e lobbista che lavora per conto della SanCorp, compagnia di gas naturale, e poi di Raymond Tusk. In precedenza era stato Direttore delle comunicazioni per Francis Underwood. Torna come Capo di gabinetto temporaneo nella terza stagione.
- Garrett Walker (stagioni 1-2, ricorrente stagione 4, guest star stagione 5), interpretato da Michael Gill. 45º presidente degli Stati Uniti ed ex governatore del Colorado. Ripone la sua fiducia in Frank Underwood ma non ne coglie gli intrighi.
- Tom Hammerschmidt (stagioni 1, 4-6, ricorrente stagione 2), interpretato da Boris McGiver. Direttore del The Washington Herald. Nella quarta stagione apre un'indagine sulle azioni di Frank Underwood.
- Rachel Posner (stagioni 1-2, ricorrente stagione 3), interpretata da Rachel Brosnahan. Prostituta che, rimasta legata a Doug Stamper, cerca di iniziare una vita migliore.
- Edward Meechum (stagioni 1-4), interpretato da Nathan Darrow. Autista e guardia del corpo dei coniugi Underwood.
- Linda Vasquez (stagioni 1-2, guest stagione 6), interpretata da Sakina Jaffrey. Capo di gabinetto del presidente Walker.
- Gillian Cole (stagione 1, guest stagione 2), interpretata da Sandrine Holt. Capo dell'organizzazione World Well inizia a lavorare per Claire Underwood nella prima stagione.
- Lucas Goodwin (stagioni 1-2, 4), interpretato da Sebastian Arcelus. Giornalista del The Washington Herald e fidanzato di Zoe Barnes.
- Christina Gallagher (stagione 1, ricorrente stagione 2), interpretata da Kristen Connolly. Segretaria e amante del deputato Peter Russo nella prima stagione e membro dello staff presidenziale nella seconda.
- Janine Skorsky (stagione 1-2, 6, guest stagione 4), interpretata da Constance Zimmer. Giornalista del The Washington Herald
- Catherine "Cathy" Durant (stagione 2-6, ricorrente stagione 1), interpretata da Jayne Atkinson. Senatrice democratica della Louisiana e segretaria di Stato.
- Raymond Tusk (stagione 2, ricorrente stagioni 1, 4, guest stagione 5), interpretato da Gerald McRaney. Miliardario con grande potere di influenza sul presidente Walker.
- Jacqueline "Jackie" Sharp (stagioni 2-4), interpretata da Molly Parker. Deputata della California e successore di Frank Underwood come capogruppo al Congresso.
- Ayla Sayyad (stagione 2, ricorrente stagione 3), interpretata da Mozhan Marnò. Reporter del Wall Street Telegraph presso la Casa Bianca.
- Gavin Orsay (stagioni 2-3), interpretato da Jimmi Simpson. Hacker informatico costretto alle dipendenze del FBI.
- Seth Grayson (stagione 3-6, ricorrente stagione 2), interpretato da Derek Cecil. Membro dello staff degli Underwood e poi Portavoce della Casa Bianca.
- Heather Dunbar (stagioni 3-4, ricorrente stagione 2), interpretata da Elizabeth Marvel. Solicitor General degli Stati Uniti e candidata alle primarie nella terza stagione.
- Thomas Yates (stagioni 3-5), interpretato da Paul Sparks. Scrittore assunto da Frank Underwood per la stesura di un libro sul programma America Works. Rimane come autore di discorsi e amante di Claire.
- Viktor Petrov (stagione 3, ricorrente stagione 4-6), interpretato da Lars Mikkelsen. Presidente della Federazione Russa.
- Kate Baldwin (stagione 3, ricorrente stagione 4, guest stagione 5), interpretata da Kim Dickens. Capo della redazione politica del Wall Street Telegraph
- LeAnn Harvey (stagioni 4-5), interpretata da Neve Campbell. Consulente politico assunta da Claire e poi direttrice della campagna elettorale degli Underwood.
- William "Will" Conway (stagioni 4-5), interpretato da Joel Kinnaman. Candidato alla presidenza per il Partito Repubblicano.
- Hannah Conway (stagione 5, ricorrente stagione 4), interpretata da Dominique McElligott. Moglie di Will Conway.
- Aidan Macallan (stagione 5, ricorrente stagione 4), interpretato da Damian Young. Esperto di dati e dipendente della RSA.
- Jane Davis (stagione 5-6), interpretata da Patricia Clarkson. Sottosegretaria al commercio internazionale con molti legami sfruttati poi dagli Underwood.
- Mark Usher (stagione 5-6), interpretato da Campbell Scott. Inizialmente direttore della campagna di Conway e poi consigliere speciale degli Underwood.
- Alex Romero (stagione 5), interpretato da James Martinez. Deputato che dirige la Commissione d'inchiesta sul presunto abuso di potere di Frank Underwood.
- Sean Jeffries (stagione 5), interpretato da Korey Jackson. Giovane reporter del The Washington Herald alle dipendenze di Tom Hammerschimidt
- Bill Shepherd (stagione 6), interpretato da Greg Kinnear. Miliardario e co-capo, insieme alla sorella, della Shepherd Unlimited, un conglomerato industriale che per anni ha influenzato la politica americana. Preferisce agire nell'ombra per tutelare ad ogni costo i propri interessi.
- Annette Shepherd (stagione 6), interpretato da Diane Lane. Sorella di Bill e co-capo della Shepherd Unlimited.
- Duncan Shepherd (stagione 6), interpretato da Cody Fern. Devoto figlio di Annette e futuro capo della Shepherd Unlimited.

### Personaggi ricorrenti
- Donald Blythe (stagione 1-5), interpretato da Reed Birney.
- Bob Birch (stagione 1-5), interpretato da Larry Pine.
- Terry Womack (stagione 1-4), interpretato da Curtiss Cook.
- Freddy Hayes (stagioni 1-4), interpretato da Reg E. Cathey.
- Michael Kern (stagioni 1-3), interpretato da Kevin Kilner.
- Adam Galloway (stagioni 1-2), interpretato da Ben Daniels.
- Margaret Tilden (stagioni 1, 4), interpretata da Kathleen Chalfant.
- Nancy Kaufberger (stagioni 1-2), interpretata da Elizabeth Norment.
- Gene Clancy (stagione 1), interpretato da Lance E. Nichols.
- Martin Spinella (stagione 1), interpretato da Al Sapienza.
- Jim Matthews (stagioni 1, 5), interpretato da Dan Ziskie.
- Nathan Green (stagioni 2-4), interpretato da Jeremy Holm.
- Hector Mendoza (stagioni 2-3), interpretato da Benito Martinez.
- Lisa Williams (stagioni 2-3), interpretata da Kate Lyn Sheil.
- Patricia Walker (stagione 2), interpretata da Joanna Going.
- Daniel Lanagin (stagione 2), interpretato da Gil Birmingham.
- Xander Feng (stagione 2), interpretato da Terry Chen.
- Connor Ellis (stagione 2), interpretato da Samuel Page.
- Megan Hennessey (stagione 2), interpretato da Libby Woodbridge.
- Augustus Underwood (stagioni 2, 5), interpretato da Malcolm Madera.
- Gary Stamper (stagione 3), interpretato da Kelly AuCoin.
- Elizabeth Hale (stagione 4), interpretata da Ellen Burstyn.
- Doris Jones (stagione 4-5), interpretata da Cicely Tyson.
- Generale Brockhart (stagione 4-5), interpretato da Colm Feore.

## Produzione

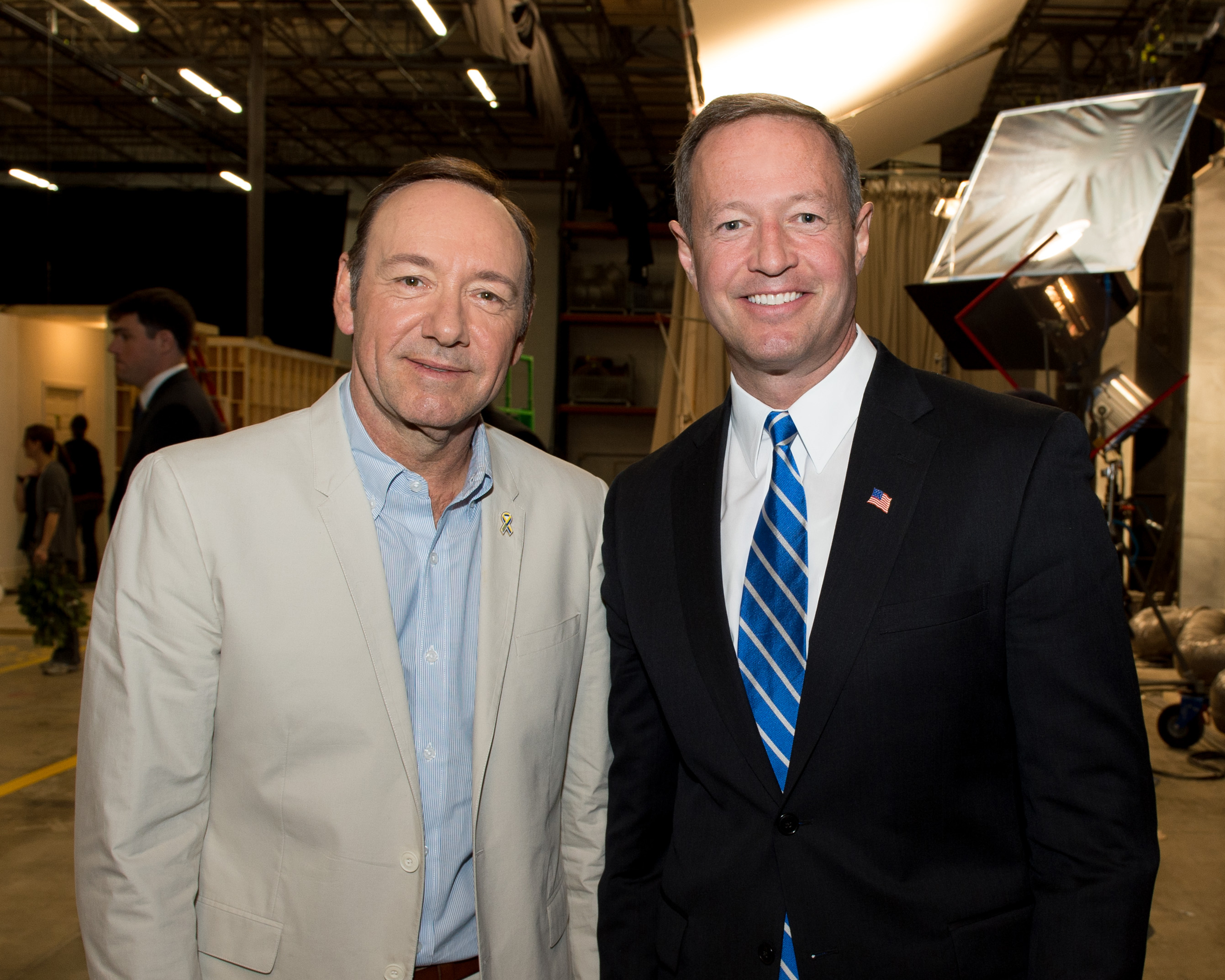
Il protagonista Kevin Spacey insieme al governatore del Maryland Martin O'Malley sul set della serie nel 2013

### Ideazione
House of Cards è basata sull'omonima miniserie televisiva in quattro puntate, trasmessa nel 1990 dalla BBC e interpretata da Ian Richardson. La miniserie originale è a sua volta un adattamento di Andrew Davies dell'omonimo romanzo scritto da Michael Dobbs, ex capo di gabinetto di Margaret Thatcher. La miniserie ha inoltre avuto due sequel: To Play the King nel 1993 e The Final Cut nel 1995.
Il progetto della serie è stato annunciato nel marzo del 2011, con Spacey come interprete principale e produttore esecutivo. In seguito è stato annunciato che David Fincher avrebbe diretto l'episodio pilota e che il drammaturgo Beau Willimon ne avrebbe scritto la sceneggiatura. Netflix ha acquistato i diritti sulla serie con un'offerta superiore rispetto ai canali via cavo AMC e HBO. Netflix ha ordinato 26 episodi da trasmettere in due stagioni.
Spacey ha definito il metodo di trasmissione da parte di Netflix come una «nuova prospettiva», e ha spiegato come l'ordine di due intere stagioni da parte di Netflix abbia permesso di dare alla serie una maggiore continuità: «sappiamo esattamente dove stiamo andando». Sempre sul metodo di trasmissione, Beau Willimon ha affermato: «Questo è il futuro, lo streaming è il futuro. La TV non sarà TV da qui a cinque anni... tutti saranno in streaming».

### Casting
Il 18 marzo 2011 Netflix e Media Rights Capital hanno annunciato che Kevin Spacey avrebbe recitato in House of Cards nel ruolo del parlamentare Frank Underwood, l'equivalente del personaggio di Francis Urquhart nella miniserie britannica. L'Hollywood Reporter ha riportato che Robin Wright avrebbe interpretato la moglie di Underwood, l'equivalente di Elizabeth Urquhart. Il 1º febbraio 2012 è stato annunciato che Kate Mara era stata scritturata per la parte della giornalista Zoe Barnes, mentre Kristen Connolly per quella della segretaria di Russo. Il 16 marzo 2012 è stata annunciata Sakina Jaffrey nel ruolo di Linda Vasquez. Il 20 marzo 2012, a Constance Zimmer è stata assegnata la parte di una giornalista scolastica che viene coinvolta in uno scandalo politico. Il 29 marzo Michael Gill ha avuto il ruolo del presidente Garrett Walker e sua moglie Jayne Atkinson quella della senatrice Catherine Durant. In seguito Sandrine Holt ha ottenuto il ruolo di Gillian, capo di un'organizzazione che fornisce acqua potabile a paesi del terzo mondo, mentre Mahershala Ali quello del lobbista Remy Danton.

### Riprese
Le riprese della prima stagione hanno avuto inizio nel gennaio del 2012 nella Contea di Harford, nel Maryland.

## Distribuzione
L'intera prima stagione, composta da tredici episodi, è stata resa disponibile il 1º febbraio 2013 su Netflix. La seconda stagione è stata pubblicata il 14 febbraio 2014; il 4 febbraio, Netflix ha reso noto la produzione di una terza stagione che è stata trasmessa il 27 febbraio 2015.
La quarta stagione è stata confermata nell'aprile 2015 per l'anno successivo. Il 15 dicembre 2015, con un teaser lanciato durante un dibattito politico tra i candidati alle primarie repubblicane, è stata annunciata la data di pubblicazione della quarta stagione: 4 marzo 2016. Assieme al video è stato lanciato anche il sito dedicato, in cui si può sostenere la campagna elettorale del protagonista, con tanto di spille e banner di supporto.
A gennaio 2016 Netflix ha annunciato di aver rinnovato la serie per una quinta stagione che ha esordito il 30 maggio 2017. Nell'occasione lo sceneggiatore Beau Willimon ha deciso di lasciare la serie.
Il 16 ottobre 2017 a Baltimora è incominciata la produzione della sesta stagione. Dopo le accuse di abusi sessuali rivolte al protagonista Kevin Spacey nel corso dello stesso mese, Netflix e Media Rights Capital, società produttrice della serie, il 30 ottobre 2017 confermano la chiusura al termine della sesta stagione; il giorno dopo la produzione viene sospesa a tempo indeterminato. La sesta e ultima stagione è stata pubblicata il 2 novembre 2018.

### In Italia
Fin dalla sua prima stagione nel 2013, la serie è stata acquisita per l'Italia da Sky Italia, che l'ha trasmessa dal 9 aprile 2014 su Sky Atlantic, mantenendone i diritti in esclusiva per dieci anni. La sesta e ultima stagione è stata pubblicata negli Stati Uniti il 2 novembre 2018 con la serie che, sebbene fosse in mano a Sky, con il tempo non era più reperibile on demand né nel bouquet di Sky né su Now. A cinque anni esatti dall'ultima stagione, il 2 novembre 2023 Netflix si riprese i diritti della serie per l'Italia, pubblicando e rendendo disponibili tutte le sei stagioni sul catalogo italiano della piattaforma.

## Accoglienza
I primi due episodi della serie sono stati elogiati da parte dei critici che hanno potuto assistere a un'anteprima il 16 gennaio. Serienytt li ha apprezzati dicendo che «fanno tutto bene», mentre NRK ha affermato che Netflix «ha alzato la posta per il 2013». Tra i fan della serie figura anche Barack Obama, che il 14 febbraio 2014 ha inviato un messaggio su Twitter in cui invitava i propri follower a non scrivere spoiler (anticipazioni) sulla seconda stagione che sarebbe stata pubblicata il giorno seguente.